# Opérateur d'équipement lourd
 (décembre 2022).
Un opérateur d'équipement lourd fait fonctionner l'équipement lourd utilisé dans les projets d'ingénierie et de construction. En général, seuls les travailleurs qualifiés peuvent faire fonctionner l'équipement lourd, et il existe une formation spécialisée pour apprendre à utiliser l'équipement lourd,.

## Formation des opérateurs
Diverses organisations établissent des normes de formation pour les opérateurs d'équipements lourds. Ces organisations proposent généralement ce que l'on appelle aux États-Unis une "formation efficace à la sécurité". Les organisations spécifiques sont les suivantes:

### États-Unis
- Union internationale des ingénieurs d'exploitation
- Association des fabricants d'équipements
- Association nationale des écoles de formation aux équipements lourds

### Canada
- Union internationale des ingénieurs d'exploitation[4]